# Vlag van Khyber-Pakhtunkhwa

Vlag van Khyber-Pakhtunkhwa

De vlag van Khyber-Pakhtunkhwa is een groene vlag met het embleem van Khyber-Pakhtunkhwa in het midden. Het embleem is uitgevoerd in wit, zodat de vlag uit de kleuren groen en wit bestaat. Dit zijn de nationale kleuren van Pakistan die ook de vlag van Pakistan vormen.
Boven in het embleem staat een halve maan met ster, die verwijst naar hetzelfde symbool in de Pakistaanse vlag. Daaronder bevindt zich een gestileerde weergave van bergen, als verwijzing naar het bergachtige gebied in het noorden van de provincie. Daar bevindt zich op de grens met Afghanistan de Hindoekoesj.
Onder de bergen staat het Jamrudfort afgebeeld. Dit fort bewaakt de toegang tot de Khyberpas, zo'n vijftien kilometer ten westen van Pesjawar. De Khyberpas is een belangrijke economische en strategische doorgangsroute tussen Afghanistan en Pakistan — en in een bredere context tussen Centraal-Azië en Zuid-Azië.